# 若江鏡神社
若江鏡神社（わかえかがみじんじゃ）は、大阪府東大阪市若江南町にある神社。式内社で、旧社格は郷社。

## 祭神
- 主祭神 - 大伊迦槌大神、仲哀天皇
- 相殿神 - 神功皇后

## 歴史
創建年は不詳。『日本文徳天皇実録』斉衡元年（854年）夏四月の条に「授河内国大雷火明神従五位下」と神階をすすめた記述があり、これが若江鏡神社のことと考えられている。当社は延長5年（927年）にまとめられた『延喜式神名帳』にも記載されている。
鎮座地の北側に若江城があった関係で、畠山政長から三好義継までの歴代城主から崇敬を受けている。
慶長20年（1615年）の大坂夏の陣の際、5月6日の若江の戦いで兵火にかかり、社殿や神宝が焼失した。
江戸時代の文政11年（1828年）に本殿が再建されている。
1872年（明治5年）に郷社に列せられ、1908年（明治41年）1月には神饌幣帛料供進社の指定を受けている。

## 境内
- 本殿（東大阪市指定有形文化財） - 文政11年（1828年）再建。文化文政時代に建てられた社殿建築として貴重である。一間社流造の社殿2棟の間に相殿を挟み込むという珍しい造りをしている。
- 拝殿
- 社務所
- 鏡塚 - 神功皇后が三韓征伐の帰途にここに立ち寄って鏡を埋めたという。
- 遥拝所

### 摂・末社
- 天照皇大神社
- 塚本稲荷社
- 熊野権現社
- 水神社
- 八雲歓喜天社
- ご縁地蔵社 - 地蔵尊を祀る。神仏習合の名残り。

## 文化財

### 東大阪市指定有形文化財
- 若江鏡神社本殿 附：斗帳2帳  - 1974年（昭和49年）3月25日指定。
- 大般若経木箱入 600巻 - 元禄11年（1699年）に雨乞いのために奉納されたもの。

## 祭事
- 例大祭 10月10日